# 屏山 (香港)

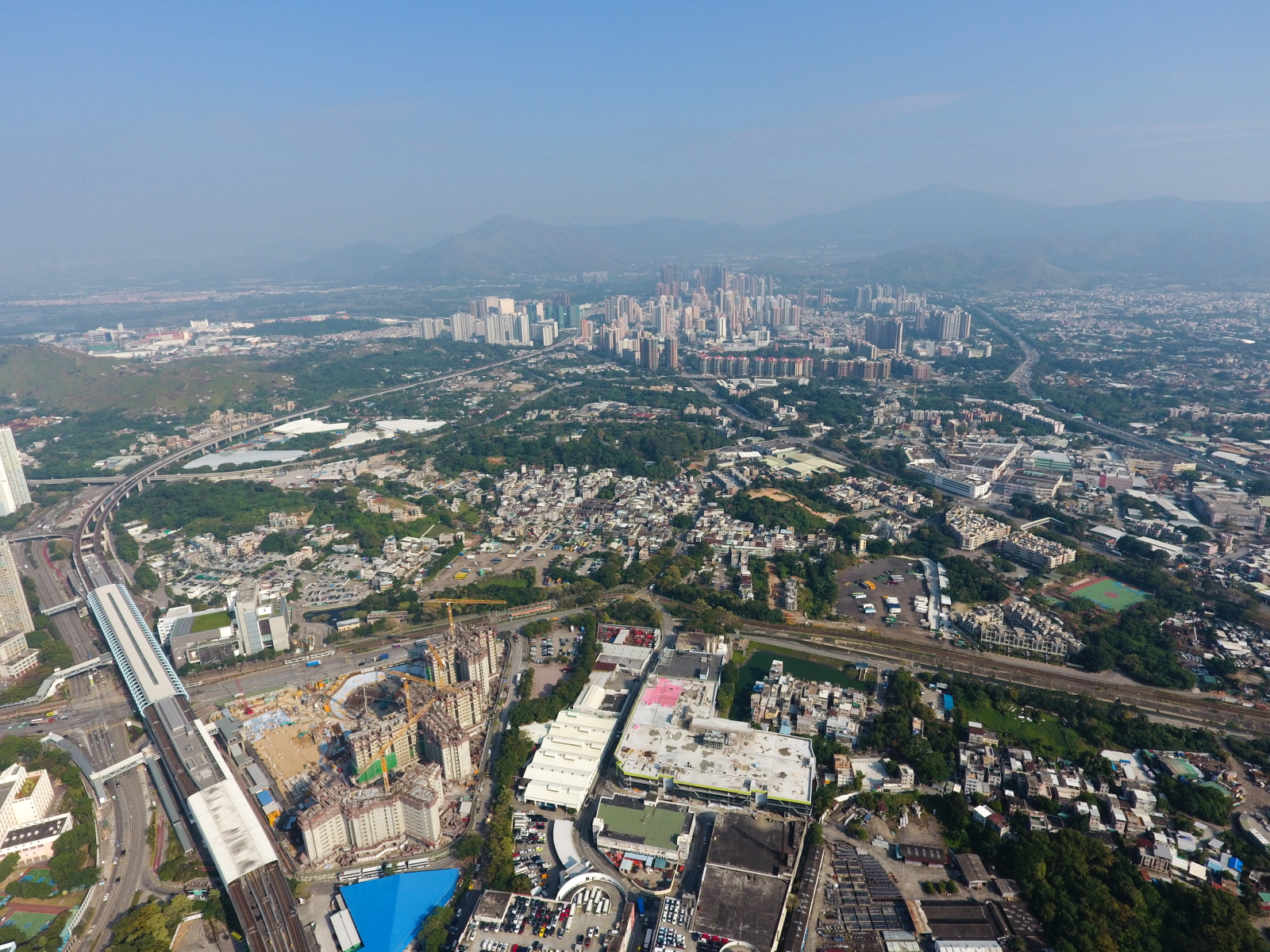
屏山全貌 (2016年)

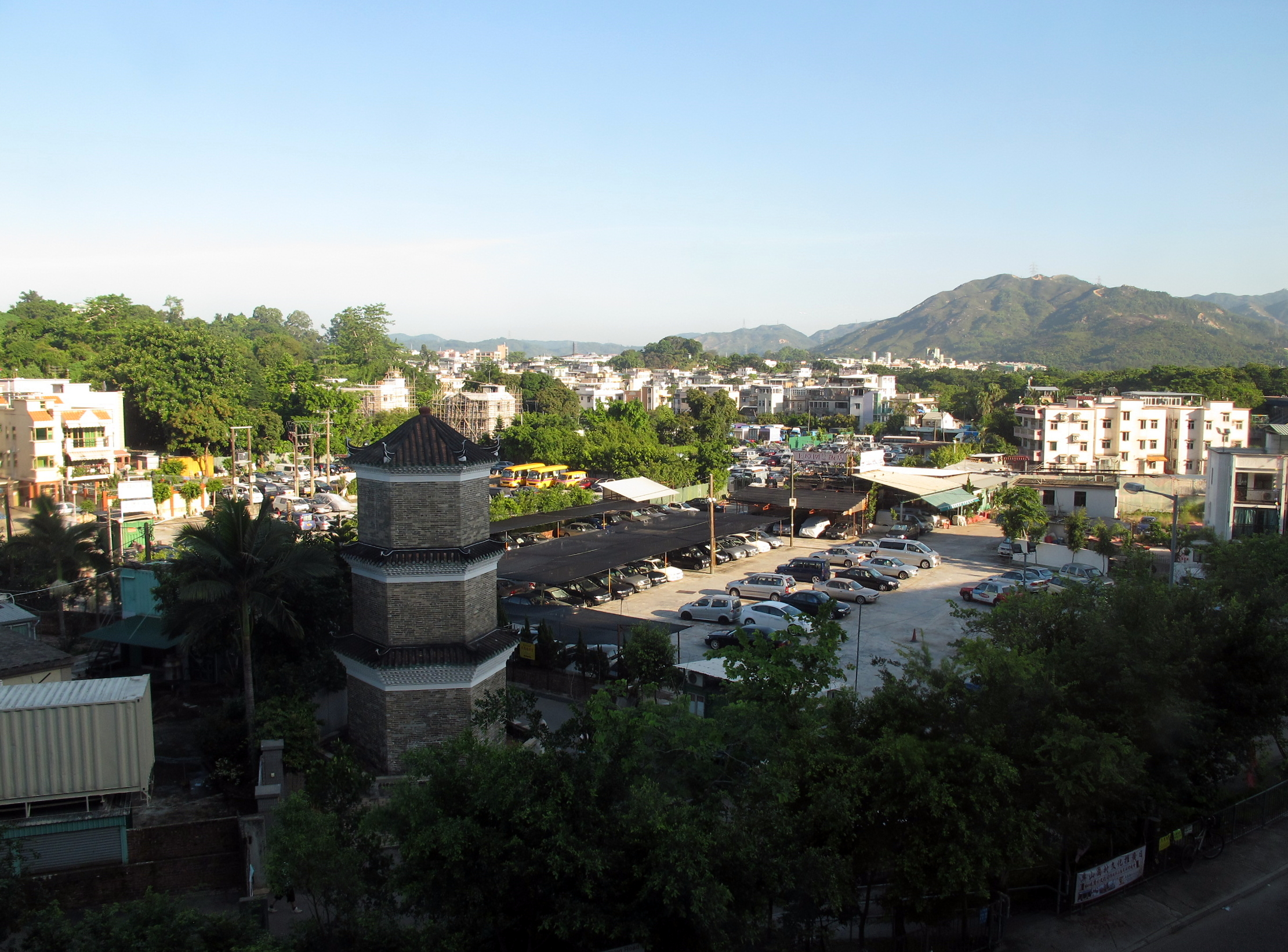
屏山 (2011年)

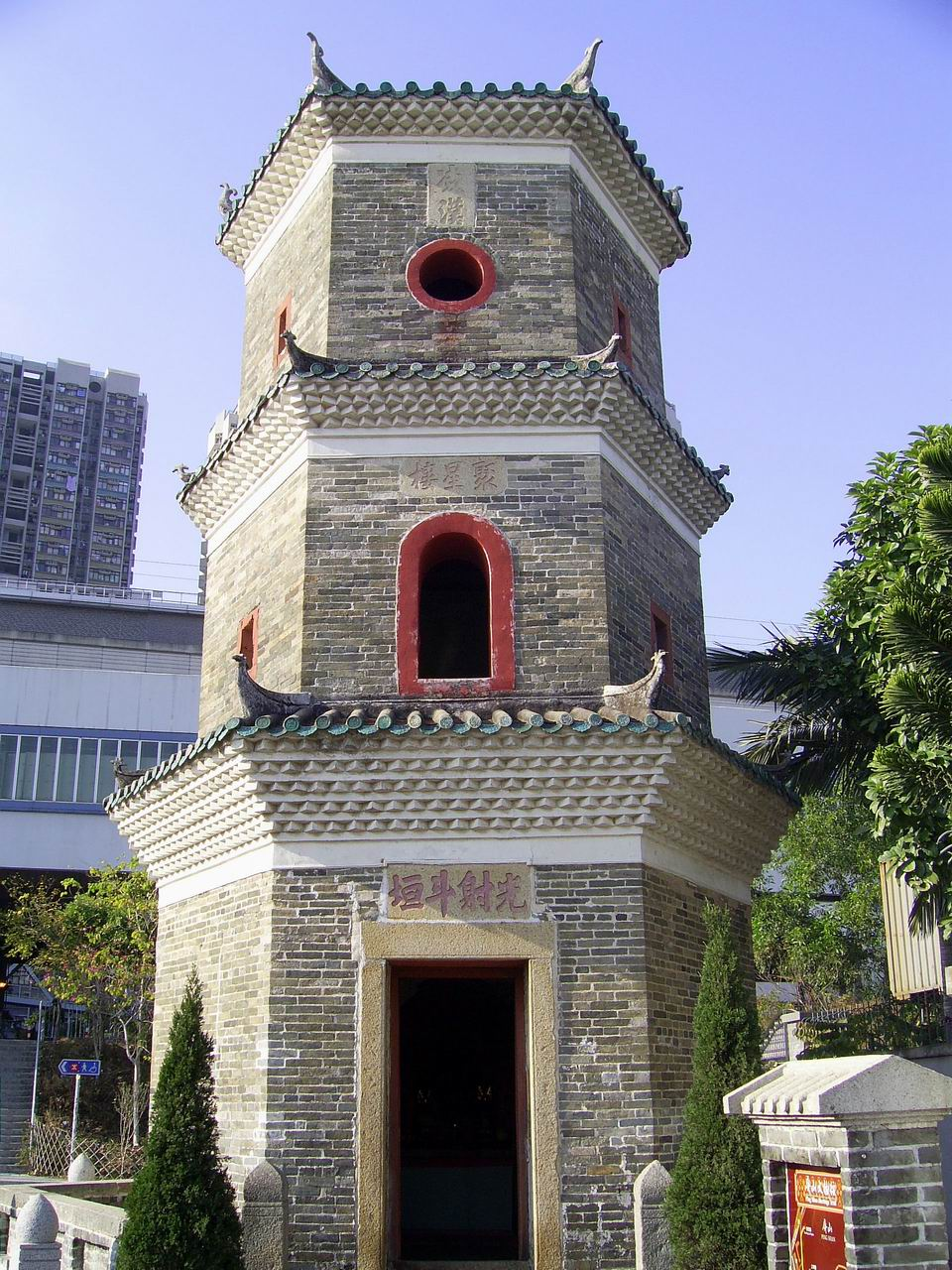
屏山地標聚星樓

屏山（英語：Ping Shan）是香港新界元朗區的一個地方，當地鄉村統稱屏山鄉（英語：Ping Shan Heung），位於水邊圍的西面，天水圍的南面，洪水橋的東北，是新界五大氏族鄧氏家族的其中一個聚居處。屏山與厦村、十八鄉、八鄉、錦田和新田合稱「元朗六鄉」。

## 歷史

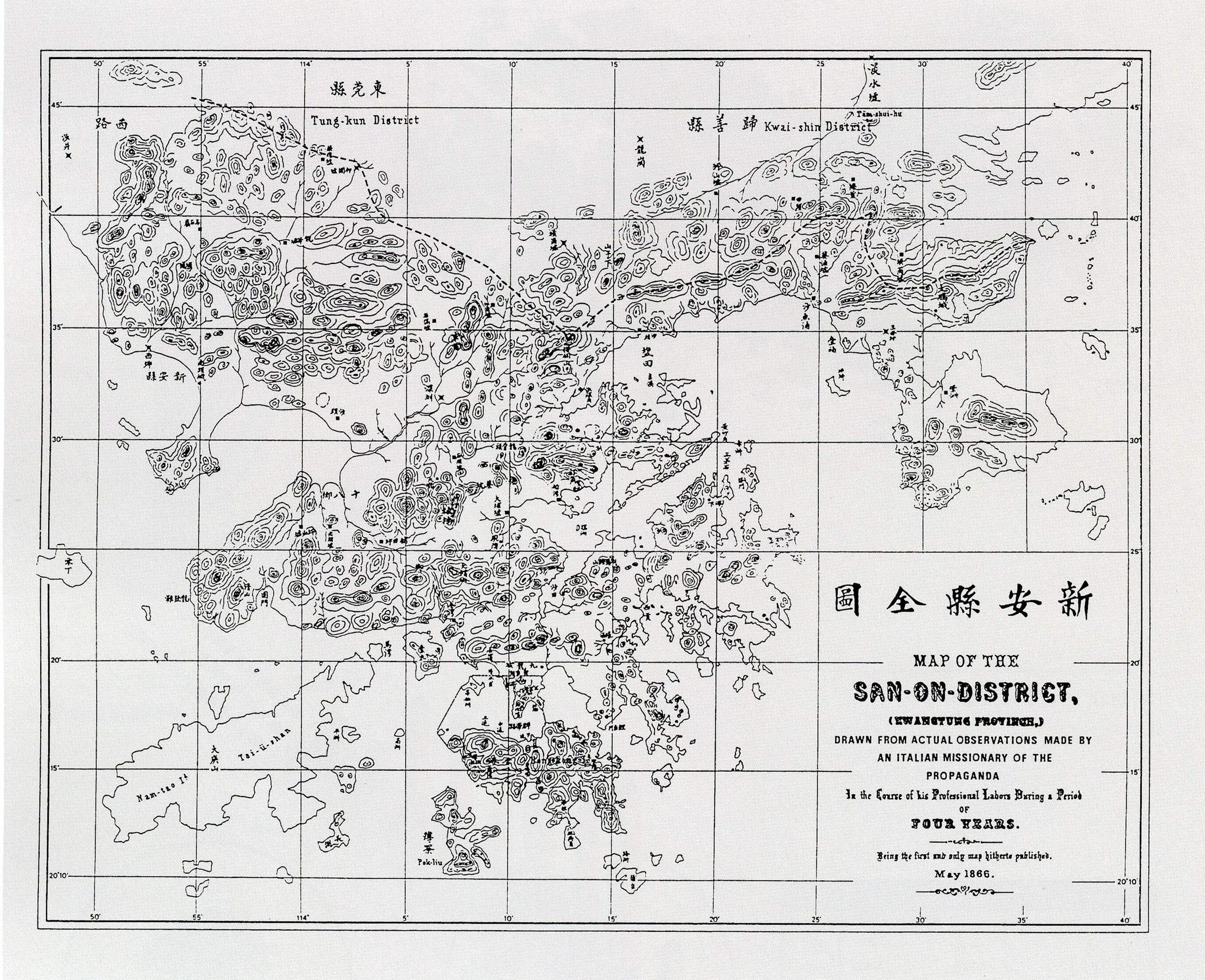
1866年（清同治七年）的《新安縣全圖》，當時的屏山鄉被標作「坪山鄉」

### 屏山鄧族
根據《鄧氏族譜》記載，鄧符協於北宋熙寧二年中進士第三名，獲任命為廣東陽春縣的縣令，退任後遷居岑田（即今日的錦田）。其曾孫「五大房」之一鄧元禎被視為屏山一世祖，其子鄧從光從岑田移居屏山，成為屏山的開基祖。由於子孫繁衍，屏山鄧氏的聚落由最初的坑頭村及坑尾村，續漸發展成今日的「三圍六村」。

### 建造機場
1945年10月，港英軍政府首長夏愨總司令首次建議將啟德機場遷往新界屏山，惟1946年3月底，當局發現選址面積不足以建造達國際標準的機場，因而取消計劃。1950年代港督葛量洪重提在屏山建造國際機場，但當他得悉飛機將來升降須要越過中國領空後，擔心飛機有被擊落的可能，因而再次打消念頭。

## 發展
按照香港政府《洪水橋新發展區規劃》發展藍圖，發展區範圍包括廈村 、屏山和洪水橋一帶，發展區屬於屏山鄉事委員會的村落，包括丹桂村、洪屋村、石埗村和橋頭圍等。受規劃影響的石埗村村長林權表示，新規劃將原居民村落附近劃為綠化區，而其他土地均用作興建房屋，擔心下一代縱使有丁權亦無地興建丁屋。
2021年4月，新鴻基地產替天水圍站旁邊的橋頭圍地皮完成補地價，金額為19.74億港元，計劃興建1幢商廈，其中地下8層用作商場，另外18層用作辦公室，是新界最大宗農地轉商業發展的補地價個案。

## 鄉事委員會

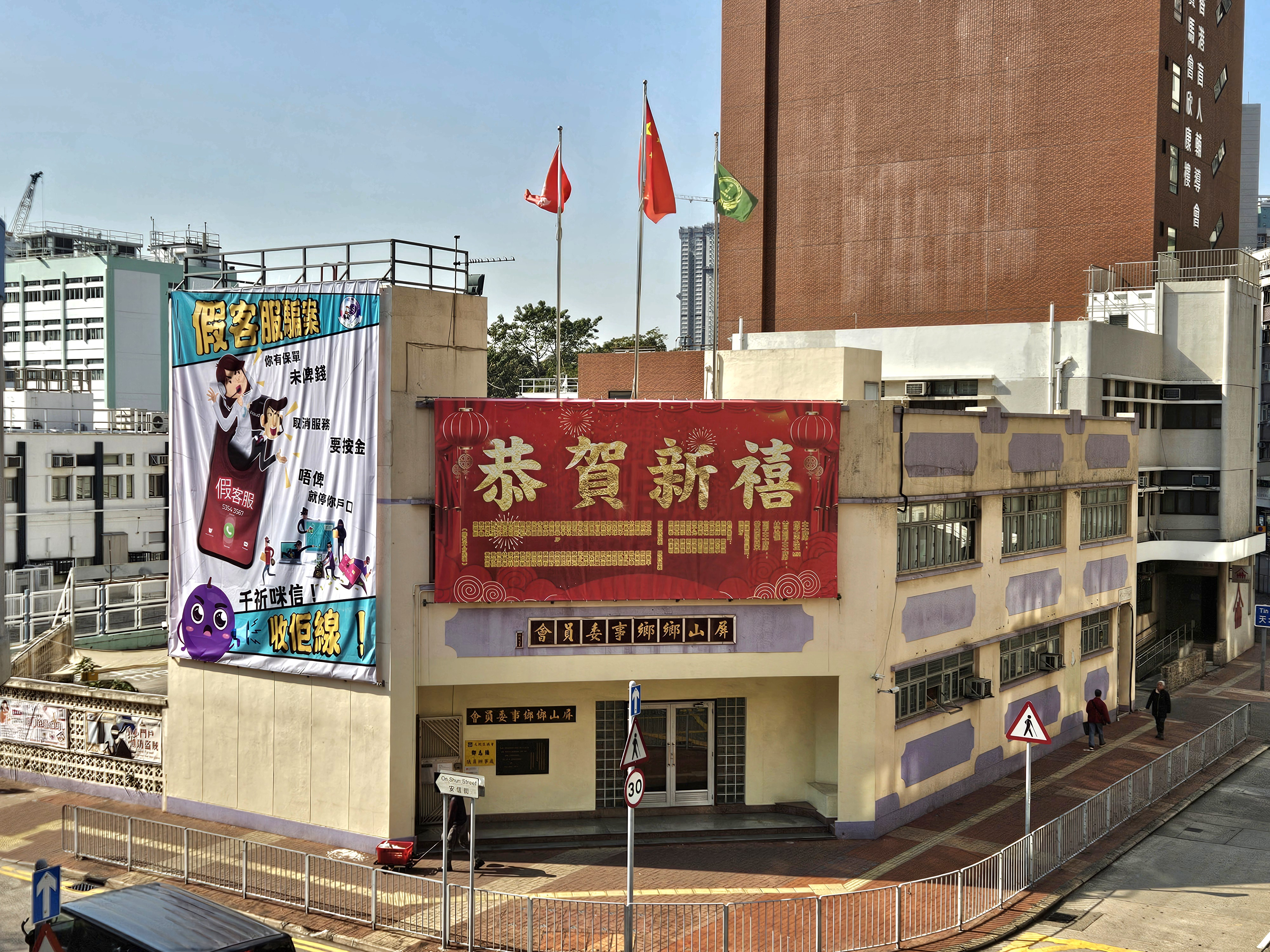
屏山鄉鄉事委員會

清朝時，新界西北部的村落成立一個地方自衛互助組織「達德約」，全盛期有多達170多條成員村落，並有「三山二鬱一洲」之說，所謂「三山」即屏山、山廈和横台山；「二鬱」是蚺蛇鬱和掃管鬱；而「一洲」就是横洲，其辦公地點達德公所設在屏山，位於聚星樓附近。
1898年大英帝國透過《展拓香港界址專條》從清朝租借新界；翌年3月28日，「達德約」發動「抗英揭貼」，行動遭到英國軍隊鎮壓，在1899年4月14日至19日的新界六日戰中，村民死傷慘重。1933年在達德公所旁邊修建「英雄祠」，將當年抗英義士合共百多人的名字刻石立碑，供後人敬仰。
1940年代末，地方人士以「達德約」為基礎，於1949年組成「屏山鄉鄉事委員會」。

## 村落
屏山由「三圍六村」環抱著，當中「三圍」是指上璋圍、橋頭圍、灰沙圍，「六村」則是坑頭村、坑尾村、塘坊村、新村、洪屋村、新起村。現時屬下鄉村包括：
| - 忠心圍（橫洲六村） - 灰沙圍（屏山三圍） - 福慶村 （橫洲六村） - 鳳池村 - 馮家圍 - 蝦尾新村 - 坑尾村（屏山六村） - 坑頭村（屏山六村） - 香園村 - 洪屋村（屏山六村） - 橋頭圍（屏山三圍） - 欖口村 - 林屋村（橫洲六村） | *吳屋村 - 鰲磡村 - 屏山灰窯村 - 屏山新村（屏山六村） - 西頭圍（橫洲六村） - 新慶村 - 沙橋村 - 沙江圍 - 山廈村 - 石埗村 - 上璋圍（屏山三圍） | - 盛屋村 - 水邊村 - 水邊圍 - 水田村 - 大道村 - 大井圍 - 丹桂村 - 天水圍 - 塘坊村（屏山六村） - 唐人新村 - 東頭圍（橫洲六村） - 永寧村 - 楊屋村（橫洲六村） |

備註：斜體鄉村名稱為｢非原居民鄉村｣

## 風俗

### 太平清醮
屏山鄉多條鄉村仍保留太平清醮的習俗，包括：
- 沙江圍
- 横洲六村
- 山廈村

### 鄧族食山頭

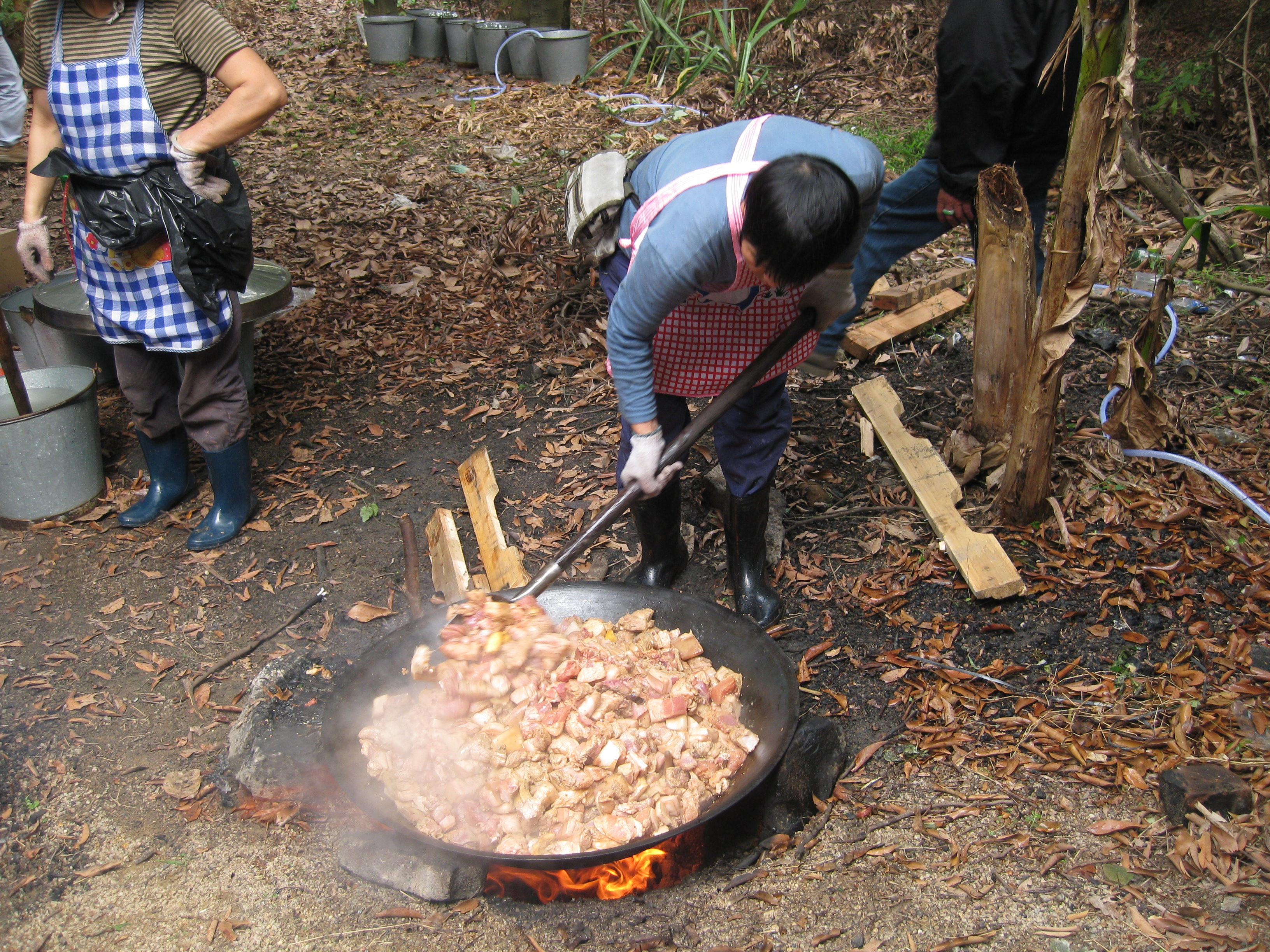
鄧族烹煮盆菜作「食山頭」

每年清明前五天及重陽前五天分別是屏山鄧族到龍鼓灘向鄧若虛祖及其母、妻進行春祭及秋祭的日子，費用由祖堂「維新堂」支付，每次掃墓均以投標方式從族人中選出「祭主」，負責該次祭祖的工作及提供物資。
掃墓當日早上，族人就會到達龍鼓灘山頭準備及架設臨時灶頭，其後祭主和一位鄧族傳人先行拜祭，祭品包括已宰好的生豬、茶與酒各五杯、五生與五熟（生、熟豬內臟）、五碗飯、五碗湯、水果等。拜祭完畢後，生豬會被用作烹煮盆菜，除豬肉外，還有枝竹、筍、魷魚，共四種食材。由於量多，要分數次烹煮。所有若虛祖後人均可以享用盆菜，另設有「客票」讓族人可帶同族外親友一同享用。

## 著名景點

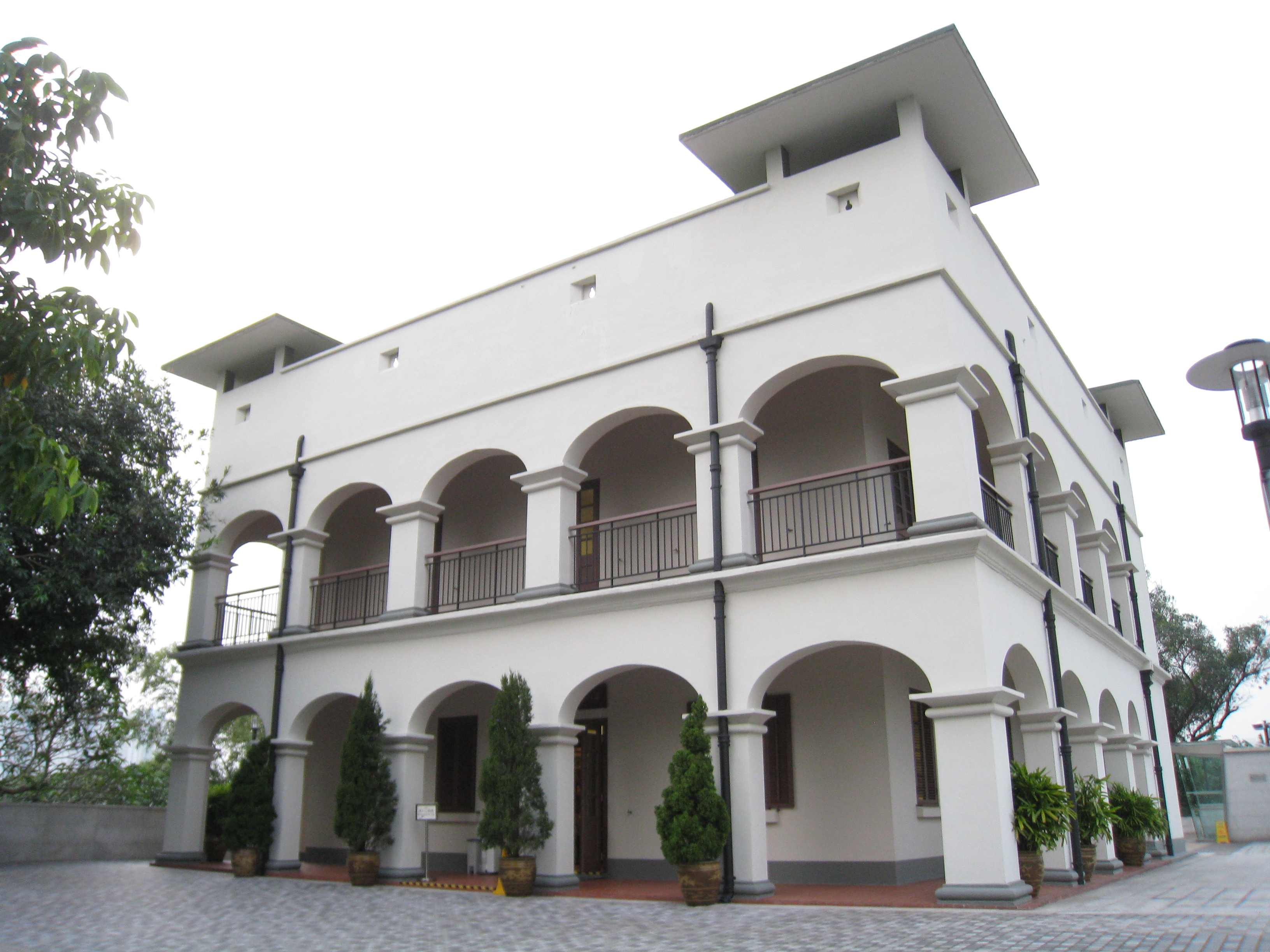
屏山鄧族文物館

屏山文物徑於1993年12月12日開幕，為香港首條文物徑。部份文物包括聚星樓、古井、鄧氏宗祠等。全港第二大的圖書館屏山天水圍公共圖書館，也是座落於屏山的屏山天水圍文化康樂大樓裡。
- 屏山文物徑
- 屏山鄧族文物館

### 法定古蹟
- 山廈村張氏宗祠
- 愈喬二公祠
- 聚星樓
- 屏山鄧氏宗祠
- 橫洲二聖宮
- 仁敦岡書室
- 達德公所

### 歷史建築
| 一級 - 清暑軒 - 覲廷書室 - 述卿書室古門樓 - 鳳池村天后宮 二級 - 坑頭村89及124號 - 舊屏山警署 - 娛苑 - 坑尾村洪聖廟 - 聖軒公家塾 - 達仁書室 - 吳屋村圍門 - 山廈村329至332號 - 舊地政測量處屏山測量營 - 秀才故居 | 三級 - 盛屋村39號、40號、41號 - 盛屋村42號、43號 - 福慶村40號 - 福慶村41號 - 欖口村圍門 - 欖口村神廳 - 仁壽堂 - 龍華園 - 坑頭村99號 - 坑尾村37號 - 坑尾村66號 - 坑尾村148號 - 屏山楊侯古廟 - 興寶書室 - 若虛書室 | - 蝦尾新村13至19號 - 唐人新村楊侯古廟 - 輞井圍圍門 - 石步圍圍門 - 水邊村神廳 - 沙江圍圍門 - 西頭圍4號、7號A及123約、WCL132地段 |

## 區議會議席分佈
為方便比較，以下列表主要以屏廈路以南，青山公路－屏山段沿線地區（洪天路至朗天路交界）及天水圍新市鎮以外的鄉村地方為範圍。
| 年度/範圍                              | 2000-2003  | 2004-2007  | 2008-2011  | 2012-2015  | 2016-2019  | 2020-2023  | 2024-2027          |
| -------------------------------------- | ---------- | ---------- | ---------- | ---------- | ---------- | ---------- | ------------------ |
| 天水圍新市鎮外鄉村地帶                 | 屏山北選區 | 屏山北選區 | 屏山北選區 | 屏山北選區 | 屏山北選區 | 屏山北選區 | 天水圍南及屏廈選區 |
| 青山公路－屏山段以北、屏廈路天影路以南 | 屏山北選區 | 屏山北選區 | 屏山北選區 | 屏山北選區 | 屏山中選區 | 屏山中選區 | 天水圍南及屏廈選區 |
| 青山公路－屏山段以南                   | 屏山南選區 | 屏山南選區 | 屏山南選區 | 屏山南選區 | 屏山南選區 | 屏山南選區 | 元朗鄉郊東選區     |

註：以上主要範圍尚有其他細微調整（包括編號），請參閱有關區議會選舉選區分界地圖及條目。

## 外部連結
- 元朗區議會
- 元朗區分界圖 （页面存档备份，存于）
- 元朗網站 Yuen Long Special （页面存档备份，存于）
- YL.hk-討論區
- 元朗遊記 The Incredible Journey of Yuen Long